# Aosta-esparcetteblauwtje
Het Aosta-esparcetteblauwtje (Polyommatus humedasae) is een vlinder uit de familie Lycaenidae (kleine pages, blauwtjes en vuurvlinders).

## Kenmerken
Het Aosta-esparcetteblauwtje is een kleine vlinder uit de groep van de blauwtjes. De onderkant van de vleugels is overwegend lichtbruin met enkele zwarte vlekken. De bovenkant van de vleugels is overwegend donkerbruin. Deze soort vliegt niet samen met gelijkende soorten waardoor er weinig verwarring mogelijk is.

## Levenscyclus
Het Aosta-esparcetteblauwtje vliegt jaarlijks in een generatie. De vliegtijd loopt van juli tot augustus met een piek in de tweede helft van juli.
De waardplanten zijn bergesparcette (Onobrychis montana) en esparcette (Onobrychis viciifolia). De eitjes worden afgezet op de bloemen. De rupsen eten de bloemen en overwinteren als jonge rups. De rupsen worden bezocht door mieren.

## Verspreiding
De verspreiding van het Aosta-esparcetteblauwtje beperkt zich tot het Aosta-dal in de Italiaanse Alpen. Hier is de soort zeer lokaal, en alleen bekend van enkele locaties. De soort vliegt vooral van 800 tot 1000 meter hoogte, hier en daar tot 1600 meter.